# 1993-as Superbike-világbajnokság
Az 1993-as Superbike-világbajnokság volt a hatodik szezon a sportág történetében. A április 9-én kezdődő és október 17-én végződő bajnokságot az amerikai Scott Russell nyerte.

## Versenynaptár
|    | Dátum          | Helyszín           | Versenypálya | 1. verseny győztese | 2. verseny győztese | Beszámoló |
| -- | -------------- | ------------------ | ------------ | ------------------- | ------------------- | --------- |
| 1  | Április 9.     | Egyesült Királyság | Brands Hatch | Giancarlo Falappa   | Giancarlo Falappa   | Riport    |
| 2  | Május 9.       | Németország        | Hockenheim   | Giancarlo Falappa   | Scott Russell       | Riport    |
| 3  | Május 29.      | Spanyolország      | Albacete     | Carl Fogarty        | Carl Fogarty        | Riport    |
| 4  | Június 27.     | San Marino         | Misano       | Giancarlo Falappa   | Giancarlo Falappa   | Riport    |
| 5  | Július 11.     | Ausztria           | Zeltweg      | Andreas Meklau      | Giancarlo Falappa   | Riport    |
| 6  | Július 18.     | Csehország         | Brno         | Carl Fogarty        | Scott Russell       | Riport    |
| 7  | Augusztus 8.   | Svédország         | Anderstorp   | Carl Fogarty        | Carl Fogarty        | Riport    |
| 8  | Augusztus 22.  | Malájzia           | Johor        | Carl Fogarty        | Carl Fogarty        | Riport    |
| 9  | Augusztus 28.  | Japán              | Sugo         | Carl Fogarty        | Scott Russell       | Riport    |
| 10 | Szeptember 12. | Hollandia          | Assen        | Carl Fogarty        | Carl Fogarty        | Riport    |
| 11 | Szeptember 26. | Olaszország        | Monza        | Aaron Slight        | Giancarlo Falappa   | Riport    |
| 12 | Október 3.     | Egyesült Királyság | Donington    | Scott Russell       | Scott Russell       | Riport    |
| 13 | Október 17.    | Portugália         | Estoril      | Fabrizio Pirovano   | Carl Fogarty        | Riport    |

## Végeredmény

### Versenyző
|    | Versenyző            | Gyártó   | Pont  | Győzelmek |
| -- | -------------------- | -------- | ----- | --------- |
| 1  | Scott Russell        | Kawasaki | 378,5 | 5         |
| 2  | Carl Fogarty         | Ducati   | 349,5 | 11        |
| 3  | Aaron Slight         | Kawasaki | 316   | 1         |
| 4  | Fabrizio Pirovano    | Yamaha   | 290   | 1         |
| 5  | Giancarlo Falappa    | Ducati   | 255   | 7         |
| 6  | Piergiorgio Bontempi | Kawasaki | 184,5 | 0         |
| 7  | Stéphane Mertens     | Ducati   | 172   | 0         |
| 8  | Terry Rymer          | Yamaha   | 116   | 0         |
| 9  | Christer Lindholm    | Yamaha   | 102   | 0         |
| 10 | Mauro Lucchiari      | Ducati   | 94,5  | 0         |
| 11 | Fred Merkel          | Yamaha   | 91,5  | 0         |
| 12 | Juan Garriga         | Ducati   | 71    | 0         |
| 13 | Brian Morrison       | Kawasaki | 66    | 0         |
| 14 | Jeffrey de Vries     | Yamaha   | 63,5  | 0         |
|    | Andreas Meklau       | Ducati   | 63,5  | 1         |
| 16 | Jamie Whitham        | Yamaha   | 58    | 0         |
| 17 | Fabrizio Furlan      | Kawasaki | 49    | 0         |
| 18 | Adrien Morillas      | Kawasaki | 43    | 0         |
| 19 | Andreas Hofmann      | Kawasaki | 40    | 0         |
| 20 | Keiichi Kitagawa     | Kawasaki | 34    | 0         |
| 21 | Simon Crafar         | Ducati   | 32    | 0         |
| 22 | Trip Nobles          | Yamaha   | 31    | 0         |
|    | Jean-Marc Delétang   | Honda    | 31    | 0         |
| 24 | Shouichi Tsukamoto   | Kawasaki | 30    | 0         |
| 25 | Ernst Gschwender     | Ducati   | 29    | 0         |
| 26 | Baldassarre Monti    | Ducati   | 23    | 0         |
| 27 | Dominique Sarron     | Yamaha   | 20    | 0         |
| 28 | Hervé Moineau        | Suzuki   | 19    | 0         |
| 29 | Aldo Presciutti      | Ducati   | 18    | 0         |
| 30 | Edwin Weibel         | Ducati   | 17    | 0         |
| 31 | Daniel Amatriaín     | Ducati   | 20    | 0         |
| 32 | Toshiyuki Arakaki    | Yamaha   | 15    | 0         |
| 33 | Marcel Ernst         | Kawasaki | 14,5  | 0         |
| 34 | Niall Mackenzie      | Ducati   | 13    | 0         |
| 35 | Denis Bonoris        | Kawasaki | 11    | 0         |
|    | Valerio Destefanis   | Yamaha   | 11    | 0         |
|    | Christian Lavieille  | Honda    | 11    | 0         |
|    | Alex Vieira          | Yamaha   | 11    | 0         |
| 39 | David Jefferies      | Yamaha   | 9     | 0         |
|    | Roger Kellenberger   | Yamaha   | 9     | 0         |
|    | Rob Phillis          | Kawasaki | 9     | 0         |

### Gyártó
|   | Gyártó   | Pont |
| - | -------- | ---- |
| 1 | Ducati   | 480  |
| 2 | Kawasaki | 441  |
| 3 | Yamaha   | 343  |
| 4 | Honda    | 59   |
| 5 | Suzuki   | 23   |